# Too big to fail
Too big to fail (massa gran per fer fallida en anglès) és un concepte econòmic que descriu la situació d'una banca o alguna altra institució financera on, si s'hi produís una fallida, tindria conseqüències sistèmiques desastroses per a l'economia. Per consegüent, els poders públics opten sovint per reflotar aquestes institucions abans d'assumir el risc de fallida com a resultat.

## Exemple històric
El cas de l'asseguradora AIG en el moment de la crisi de les subprimes il·lustra aquest fenomen. Va ser reflotada pel govern estatunidenc per evitar que la seva fallida no provoqués unes pèrdues de l'ordre de 3.200 miliards de dòlars en el si del sistema financer internacional. La seva fallida hauria implicat molts altres establiments bancaris amb els quals estava lligada.
Uns anys més tard, una reforma del sistema financer, iniciada per l'executiu Barack Obama l'abril 2010 i concretada en particular per la Dodd–Frank Wall Street Reform and Consumer Protection Act, apunta sobretot a limitar les dimensions de les banques i evitar aquests dilemes.
Un film d'HBO del 2011 amb el mateix nom, Too big to fail, relata aquests fets històrics.